# Eliseu Padilha
Eliseu Lemos Padilha (Canela, 23 de diciembre de 1945-Porto Alegre, 13 de marzo de 2023) fue un abogado y político brasileño. Afiliado al Movimiento Democrático Brasileño (MDB) desde 1966, fue el Ministro Jefe de la Casa Civil de Michel Temer.
De 1997 a 2001, en el gobierno de Fernando Henrique Cardoso, fue Ministro de Transportes y, en 2015, en el segundo gobierno de Dilma Rousseff, fue ministro jefe de la Secretaría de Aviación Civil de la Presidencia de la República.

## Carrera
Estudió abogacía en la Universidad de Vale do Rio dos Sinos. Fue alcalde de Tramandai, de 1989 a 1992. Fue diputado federal en tres periodos: de 1995 a 1997, 2003 a 2011 y de 2011 a 2015. Ocupó el Ministerio de Transportes en el gobierno de Fernando Henrique Cardoso, entre 1997 y 2001.
En 2007, sucedió al entonces Jefe de Gobierno de la Secretaría General de la Presidencia, Moreira Franco, en la presidencia de la Fundación Ulises Guimarães, cargo que ocupó hasta enero de 2015.

### Gobierno de Rousseff
En diciembre de 2014 fue anunciado oficialmente como ministro jefe de la Secretaría de Aviación Civil de la Presidencia de la República para el segundo mandato de Dilma Rousseff.
El 1 de diciembre de 2015, pidió dimitir al cargo, en actitud rara en la historia brasileña. Su salida se produjo un día antes de que el presidente de la Cámara de Diputados Eduardo Cunha acatara el pedido de impeachment de la presidenta Rousseff. Padilha alegó "razones personales" en su petición. Algunas fuentes en los medios afirmaron, sin embargo, que el motivo sería el hecho de haber sido negado el nombramiento de un técnico concursado para una dirección de la Agencia Nacional de Aviación Civil, debido a una articulación política del partido gobernante.

### Gobierno de Temer
En mayo de 2016 fue nombrado ministro jefe de la Casa Civil, integrando el gobierno de Michel Temer.
El 5 de julio de 2018 fue nombrado interinamente ministro de trabajo, cargo que ocupó hasta el 10 de julio del mismo año.

## Controversias

### Operación Autolavado
En septiembre de 2016, Padilla fue acusado por el entonces fiscal general de Brasil Fábio Medina Osório, de querer sofocar la operación Autolavado (Lava Jato), algo que negó el ministro. Aun así, un grupo de senadores presentó una denuncia contra Padilha ante la nueva fiscal general Grace Maria Fernandes Mendonça, para investigar el caso.
En diciembre de 2016, Cláudio Melo Filho, exvicepresidente de Relaciones Institucionales de Odebrecht, durante su indagatoria, nombró 45 veces a Padilha. Según el delator, el propio presidente Michel Temer encomendó a su ministro de la Casa Civil que operara pagos de campaña.

### Denuncia del Ministerio Público
El 15 de marzo de 2017, tras la homologación de diversas delaciones premiadas, el Ministerio Público de Brasil denunció a varios políticos por implicación en corrupción, entre ellos Padilha. La repercusión de tal denuncia creó un escenario difícil para el gobierno de Temer. El entonces procurador general, Rodrigo Janot, pidió la retirada del secreto de la documentación que había sido entregada al Supremo Tribunal Federal de Brasil (STF). Los documentos liberados por el STF citan a Padilha, suponiendo que es responsable de la distribución de cuatro millones de reales otorgados por Odebrecht a la campaña de Temer. Además, en una grabación, Padilha dice que aceptó el nombre de Ricardo Barros como ministro de Salud a cambio de apoyo del Partido Progresista en las votaciones del Congreso.